# ۳۳۹ (پیش از میلاد)
۳۳۹ (پیش از میلاد) ۳۳۹مین سال قبل از تقویم میلادی است.